# Tubo di Ranque-Hilsch

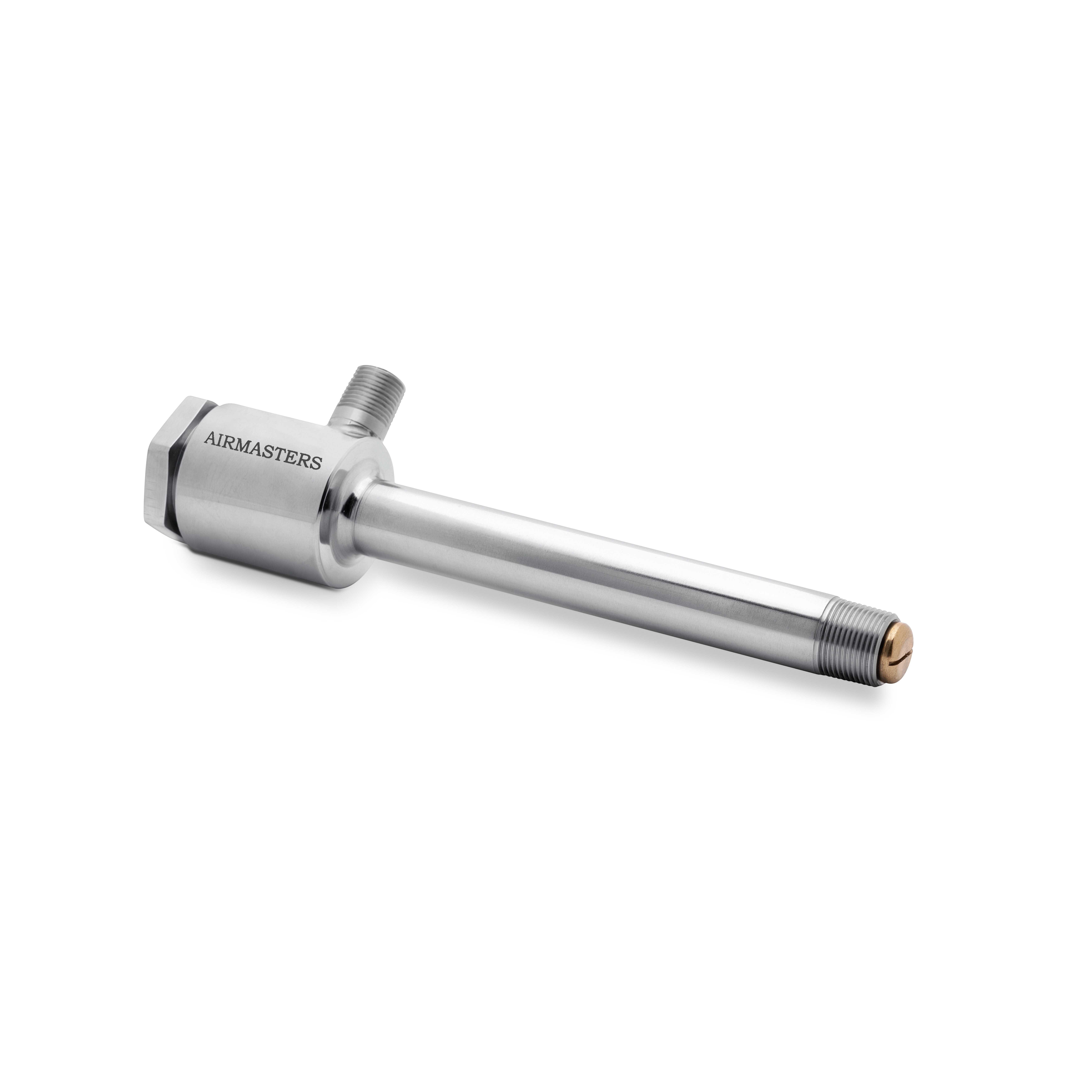

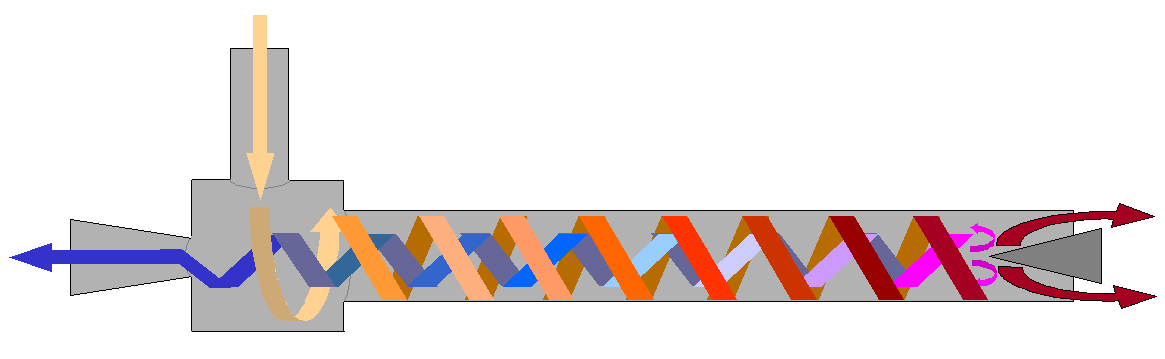
Separazione di un gas compresso in un flusso caldo e freddo.

Il tubo di Ranque-Hilsch, detto anche tubo a vortice, è un dispositivo che consente di separare un fluido ad alta pressione in due getti separati, caratterizzati da una notevole differenza di temperatura.
Il cuore del sistema è una piccola camera, in cui entra tangenzialmente un getto di aria compressa. I lati della camera presentano due uscite ottenute tramite due tubi di lunghezza opportuna, uno dei quali termina con una valvola. L'altro tubo è separato dalla camera a vortice da un diaframma con un foro di diametro pari a circa la metà di quello del tubo. Fornendo aria compressa ad una pressione fino a 1000-1200 kPa e regolando il rubinetto si ottiene la fuoriuscita di aria fredda da un tubo e calda dall'altro. La differenza di temperatura può arrivare a anche a più di 100 K tuttavia essa è funzione della cold fraction (rapporto fra la portata massica in uscita dallo scarico freddo e la portata massica in ingresso) e del rapporto fra la lunghezza operativa del tubo ed il suo diametro.
Nella letteratura scientifica internazionale esistono diverse analisi parametriche volte a comprendere l'effetto dei diversi parametri che entrano in gioco nel funzionamento del RHVT ma l'estrema complessità del fenomeno rende a tutt'oggi impossibile una reale ottimizzazione del tubo.  
Il principio di funzionamento non è molto chiaro e molti credono erroneamente che il RHVT sia un effetto del "Diavoletto di Maxwell" tuttavia è stato mostrato che ciò non è assolutamente vero infatti la temperatura del gas all'uscita fredda risulta superiore a quella che si avrebbe in seguito ad un'espansione isoentropica dello stesso gas e ciò mostra la perfetta aderenza del sistema al secondo principio della termodinamica. 
L'impiego pratico di questo dispositivo è molto limitato a causa della necessità di una fonte continua e cospicua di aria compressa ed al basso rendimento (è richiesta molta più energia per comprimere l'aria rispetto all'uso di altri metodi di refrigerazione).
Recenti studi sono orientati verso l'applicazione dell'effetto Ranque-Hilsch a scambiatori di calore di tipo compatto.